# العلاقات الأرمينية البيلاروسية
العلاقات الأرمينية البيلاروسية هي العلاقات الثنائية التي تجمع بين أرمينيا وروسيا البيضاء.

## مقارنة بين البلدين
هذه مقارنة عامة ومرجعية للدولتين:
| وجه المقارنة                                              | أرمينيا                    | روسيا البيضاء                    |
| --------------------------------------------------------- | -------------------------- | -------------------------------- |
| المساحة (كم2)                                             | 29.74 ألف                  | 207.60 ألف                       |
| عدد السكان (نسمة)                                         | 2.93 مليون                 | 9.50 مليون                       |
| الكثافة السكانية (ن./كم²)                                 | 98.52                      | 45.76                            |
| العاصمة                                                   | يريفان                     | مينسك                            |
| اللغة الرسمية                                             | لغة أرمنية                 | اللغة البيلاروسية، اللغة الروسية |
| العملة                                                    | درام أرميني                | روبل بلاروسي                     |
| الناتج المحلي الإجمالي (بليون دولار)                      | 11.54 مليار                | 54.44 مليار                      |
| الناتج المحلي الإجمالي (تعادل القوة الشرائية) بليون دولار | 25.41 مليار                | 168.35 مليار                     |
| الناتج المحلي الإجمالي الاسمي للفرد دولار أمريكي          | 3.49 ألف                   | 5.74 ألف                         |
| الناتج المحلي الإجمالي للفرد دولار أمريكي                 | 8.07 ألف                   | 18.18 ألف                        |
| مؤشر التنمية البشرية                                      | 0.743                      | 0.798                            |
| رمز المكالمات الدولي                                      | +374                       | +375                             |
| رمز الإنترنت                                              | .am، .հայ ‏                 | .by، .бел                        |
| المنطقة الزمنية                                           | ت ع م+04:00، توقيت أرمينيا | ت ع م+03:00                      |

## مدن متوأمة
في ما يلي قائمة باتفاقيات التوأمة بين مدن أرمينية وبيلاروسية:
- ترتبط آغاراك مع ساليهورسك باتفاقية توأمة.
- ترتبط كابان مع باريساو باتفاقية توأمة.
- ترتبط يريفان مع مينسك باتفاقية توأمة منذ 1974.

## منظمات دولية مشتركة
يشترك البلدان في عضوية مجموعة من المنظمات الدولية، منها:
| علم المنظمة | اسم المنظمة                               | تاريخ انضمام أرمينيا | تاريخ انضمام روسيا البيضاء |
| ----------- | ----------------------------------------- | -------------------- | -------------------------- |
|             | منظمة الأمن والتعاون في أوروبا            | 30 يناير 1992        | 30 يناير 1992              |
|             | مؤسسة التمويل الدولية                     | 18 أبريل 1995        | 2 نوفمبر 1992              |
|             | منظمة حظر الأسلحة الكيميائية              | ?                    | ?                          |
|             | الأمم المتحدة                             | 2 مارس 1992          | 24 أكتوبر 1945             |
|             | الاتحاد الدولي للاتصالات                  | 30 يونيو 1992        | 7 مايو 1947                |
|             | منظمة الشرطة الجنائية الدولية             | ?                    | ?                          |
|             | البنك الدولي للإنشاء والتعمير             | 16 سبتمبر 1992       | 10 يوليو 1992              |
|             | الاتحاد البريدي العالمي                   | ?                    | ?                          |
|             | المركز الدولي لتسوية المنازعات الاستشارية | 16 أكتوبر 1992       | 9 أغسطس 1992               |
|             | وكالة ضمان الاستثمار متعدد الأطراف        | 5 ديسمبر 1995        | 3 ديسمبر 1992              |
|             | الشراكة الشرقية                           | 7 مايو 2009          | 7 مايو 2009                |
|             | يونسكو                                    | 9 يونيو 1992         | 12 مايو 1954               |

## وصلات خارجية
- موقع وزارة الخارجية الأرمينية
- موقع وزارة الخارجية البيلاروسية